# Campionati asiatici di beach handball femminile
I campionati asiatici di beach handball femminile è una competizione beach handball riservata alle nazionali asiatiche.

## Edizioni
| Edizione      | Edizione      | Podio      | Podio         | Podio         |
| Anno          | Organizzatore | Campione   | Seconda       | Terza         |
| ------------- | ------------- | ---------- | ------------- | ------------- |
| 2004 Dettagli | Oman          | Giappone   | Hong Kong     | Non assegnato |
| 2013 Dettagli | Hong Kong     | Thailandia | Taipei cinese | Cina          |
| 2015 Dettagli | Oman          | Thailandia | Taipei cinese | Vietnam       |
| 2017 Dettagli | Thailandia    | Thailandia | Vietnam       | Taipei cinese |
| 2019 Dettagli | Cina          | Cina       | Vietnam       | Thailandia    |
| 2022 Dettagli | Thailandia    | Vietnam    | Thailandia    | India         |
| 2023 Dettagli | Indonesia     | Vietnam    | Filippine     | Indonesia     |
| 2025 Dettagli | Oman          | Vietnam    | Filippine     | India         |

## Medagliere
| Pos. | Squadra       | 1º posto | 2º posto | 3º posto | Totale |
| ---- | ------------- | -------- | -------- | -------- | ------ |
| 1    | Vietnam       | 3        | 2        | 1        | 6      |
| 2    | Thailandia    | 3        | 1        | 1        | 5      |
| 3    | Cina          | 1        | 0        | 1        | 2      |
| 4    | Giappone      | 1        | 0        | 0        | 1      |
| 5    | Taipei cinese | 0        | 2        | 2        | 4      |
| 6    | Filippine     | 0        | 2        | 0        | 2      |
| 7    | Hong Kong     | 0        | 1        | 0        | 1      |
| 8    | India         | 0        | 0        | 2        | 2      |
| 9    | Indonesia     | 0        | 0        | 1        | 1      |

## Pagine collegate
Campionati asiatici di beach handball maschile